# Pap Ndiaye

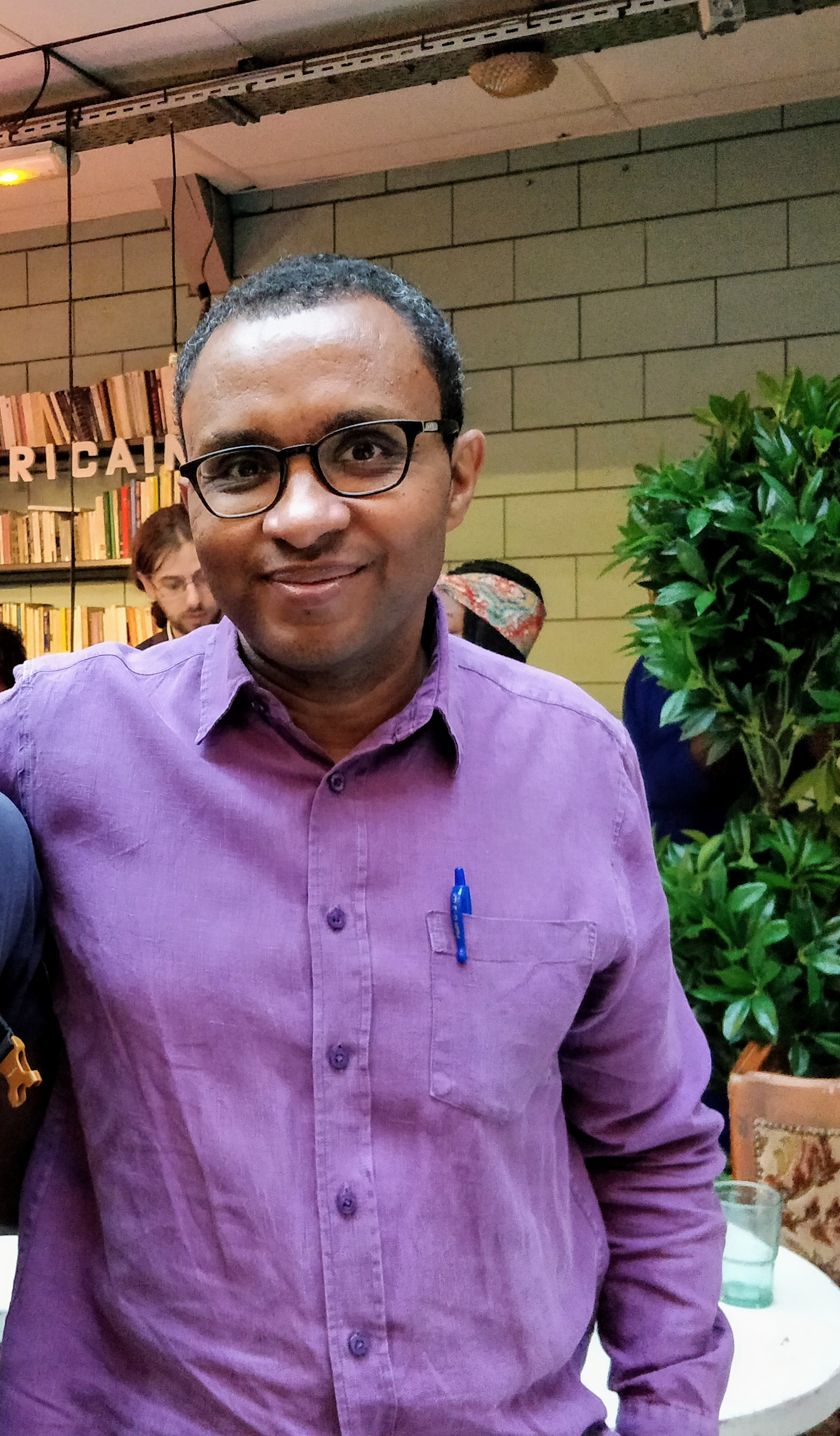
Pap Ndiaye im Jahr 2018

Pap Ndiaye (geboren am 25. Oktober 1965 in Antony bei Paris) ist ein französischer Historiker und parteiloser Politiker. Seit 2023 ist er französischer Botschafter beim Europarat. Von Mai 2022 bis Juli 2023 war er französischer Bildungsminister (Ministre de l’Éducation nationale et de la Jeunesse) in der Regierung von Premierministerin Élisabeth Borne. Er war zuvor als Dozent in Paris an der École des hautes études en sciences sociales (EHESS) und danach als Professor für Geschichte an der Sciences Po tätig. Seine Forschung befasst sich schwerpunktmäßig mit der Sozialgeschichte der Vereinigten Staaten und Frankreichs, insbesondere mit der Geschichte der Schwarzen. Ab 2021 war er Direktor des Palais de la Porte Dorée.

## Leben
Ndiaye ist der Sohn einer französischen Naturwissenschaftslehrerin und eines senegalesischen Ingenieurs. Als er drei Jahre alt war, kehrte der Vater in den Senegal zurück. Mit seiner Schwester, der Schriftstellerin Marie NDiaye, wuchs er bei der Mutter in Bourg-la-Reine, einem südlichen Vorort von Paris, auf. Die Ferien verbrachten sie oft bei den Großeltern auf einem Bauernhof in der Region Beauce. Nachdem Ndiaye am Lycée Lakanal in Sceaux das Baccalauréat (Abitur) mit Auszeichnung abgelegt und die geisteswissenschaftlichen Vorbereitungsklassen am Lycée Henri IV absolviert hatte, wurde er 1986 in die École normale supérieure in Saint-Cloud aufgenommen.
Er bestand 1989 die Agrégation (Lehrbefugnis für höhere Schulen) im Fach Geschichte und erhielt im Jahr darauf ein DEA in Geschichte (Prädikat sehr gut) von der Université Paris 1 Panthéon-Sorbonne. Seinen Wehrdienst leistete er als Geschichtslehrer an der École navale (Marineschule) in Brest. Von 1991 bis 1992 studierte er an der University of Virginia Amerikanische Geschichte und schloss mit einem Master of Arts ab. Mit einer Arbeit über die Geschichte des US-Chemiekonzerns Du Pont de Nemours zwischen 1910 und 1960 promovierte er 1996 an der Pariser École des hautes études en sciences sociales (EHESS) mit der Bestnote (mention très honorable avec félicitations du jury).

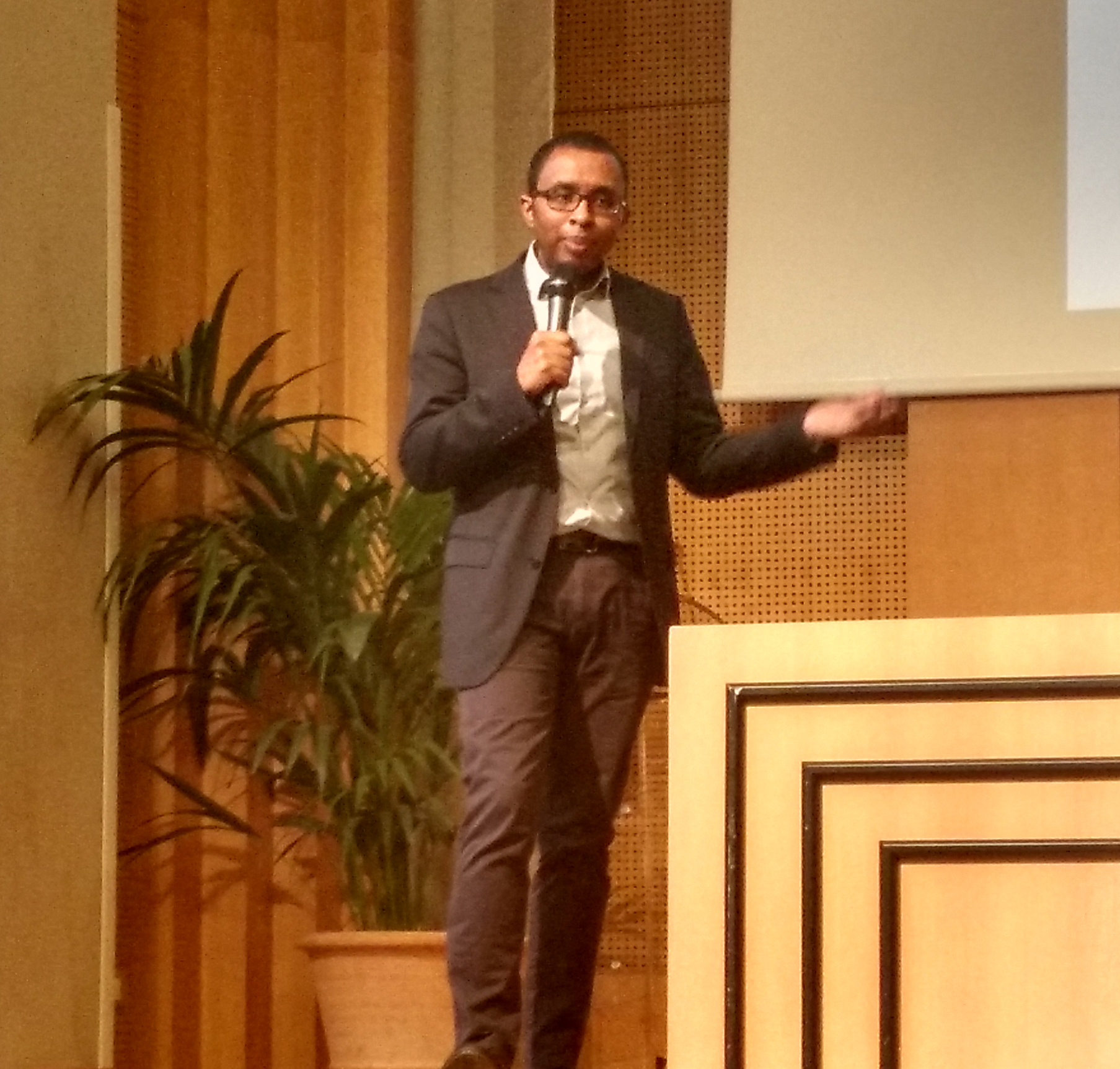
Ndiaye während einer Vorlesung an der Sciences Po (2014)

Von 1995 bis 1998 war Ndiaye Lecturer für Technikgeschichte an der University of Pennsylvania. Nach seiner Rückkehr nach Frankreich wurde er 1998 zum Dozenten (Maître de conférences) am Zentrum für nordamerikanische Studien der EHESS ernannt. Eine Gastprofessur führte ihn 2011 an das Center of French Studies der New York University. Im selben Jahr verlieh ihm die Universität Paris 1 die Habilitation à diriger des recherches. Im Jahr 2012 wurde er als Universitätsprofessor für das Fach Geschichte an das Institut d’études politiques de Paris (Sciences Po) berufen.
Ndiaye kuratierte 2019 die Ausstellung Le modèle noir im Pariser Musée d’Orsay. Er beriet die Pariser Oper zu Fragen von Vielfalt, Gerechtigkeit und Inklusion. Im Februar 2021 wurde er Generaldirektor des Palais de la Porte Dorée in Paris, das die Cité nationale de l’histoire de l’immigration (Museum der Einwanderungsgeschichte) und ein tropisches Aquarium beherbergt.
Mit seiner Lebensgefährtin, der Soziologin Jeanne Lazarus, hat Ndiaye zwei Kinder.

## Politik
Im Mai 2022 ernannte Staatspräsident Emmanuel Macron den politisch Unerfahrenen zum Minister für Bildung und Jugend im Kabinett Borne. Als Historiker hat er sich als einer der Ersten in Frankreich mit den afroamerikanischen Black studies beschäftigt und sich eine Politik „positiver Diskriminierung“ zur Bekämpfung ungleicher Chancen von Kindern aus ethnischen Minderheiten ausgesprochen. Darin lag ein deutlicher Kurswechsel gegenüber dem Vorgänger Jean-Michel Blanquer. Er blieb nur 14 Monate im Amt und wurde am 20. Juli 2023 im Rahmen der Kabinettsumbildung durch Gabriel Attal ersetzt und schied aus der Regierung aus. Die extreme Rechte setzte Ndiayes Austritt aus der Regierung durch.
Zum Ende seines Amtes sagte Ndiaye über die Radio- und Fernsehstationen des Medienmoguls Vincent Bolloré, Europe 1 und C-News: „Wenn man sich C-News anschaut, und das, was aus Europe 1 geworden ist, wenn man sich das alles zusammen anschaut, gibt es nur eine Schlussfolgerung (…) das ist klar die extreme Rechte (…) sie verletzen die Demokratie, es besteht kein Zweifel.“ Er hatte auf ‚Radio J‘ Stellung genommen zur Tötung des Jugendlichen Nahel M. im Juni 2023 und den darauf folgenden Protesten und Unruhen in Frankreich vor allem von Jugendlichen; Ndiaye sicherte seine Unterstützung den JDD-Mitarbeitern zu, die wegen der Ernennung des rechtsextremen Geoffroy Lejeune zum Chefredakteur streikten, ein Journalist mit Nähe zu Eric Zemmour und ehemaliger Chefredakteur des Valeurs Actuelles.

## Schriften (Auswahl)
- Du nylon et des bombes. Du Pont de Nemours, le marché et l’État américain, 1900–1970. Belin, Paris 2001.
  - Nylon and Bombs. DuPont and the March of Modern America. Johns Hopkins University Press, Baltimore (MD) 2007. ISBN 978-0-8018-8444-3.
- La Condition Noire. Essai sur une minorité francaise. Calmann-Lévy, Paris 2008.
- Les Noirs américains. En marche pour l’égalité. Gallimard, Paris 2009.
- (Hrsg. mit Louise Madinier): Le modèle noir. De Géricault à Matisse, la chronologie. Musée d’Orsay, Paris 2019. ISBN 978-2-08-148586-0.
- Les Noirs américains. De l’esclavage à Black Lives Matter. Tallandier, Paris 2021. ISBN 979-10-210-5078-5.